# تعرف على جو بلاك (فلم)
تعرف على جو بلاك (بالإنجليزية: Meet Joe Black) فيلم دراما، خيالي، رومانسي للمخرج مارتن بريست عام 1998  وقام بكتابة السيناريو والحوار بو جولدمان، كيفن واد، رون أوزبورن، وجيف رينو. الفيلم من بطولة براد بيت، كلير فورلاني، أنتوني هوبكنز، مارسيا جاي هاردن، جيفري تامبور، وجين كانفيلد  وتدور الأحداث حول إعلامي شهير يتعرض لتجربة غريبة مع الموت، حيث يتجسد له الموت في جسد شاب كان تعرض لحادث رهيب، ويذهب ليعرض عرضه على الإعلامي.
الفيلم مأخوذ عن فيلم آخر صدر عام 1934 تحت عنوان "الموت يأخذ إجازة Death Takes a Holiday"، مقتبس من مسرحية إيطالية صدرت عام 1924 تحت نفس العنوان لألبرتو كاسيلا.
صدر الفيلم إلى دور العرض الأمريكية في 13 نوفمبر 1998.
منح موقع قاعدة بيانات الأفلام على الإنترنت (IMDB) الفيلم درجة 7.2/ 10. 
منح موقع قاعدة بيانات الأفلام العربية "السينما.كوم" الفيلم درجة 4.7/ 10.  

## طاقم التمثيل
براد بيت: في دور الموت / "جو بلاك"
أنتوني هوبكنز: في دور بيل باريش
كلير فورلاني: في دور سوزان باريش
جيك ويبر: في دور درو
مارسيا جاي هاردن: في دور أليسون باريش
جيفري تامبور: في دور كوينس باريش
ديفيد س هوارد: في دور إيدي سلون
لويس كيلي ميلر: في دور امرأة جامايكية
ماريلويس بورك: في دور ليليان
جون سكويب: في دور هيلين 

## أحداث الفيلم
يفكر قطب الإعلام بيل باريش (أنتوني هوبكنز) في الاندماج مع عملاق إعلامي آخر، وفي هذه الأثناء، تخطط ابنته الكبرى، أليسون (مارسيا جاي هاردن)، لحفل عيد ميلاده الخامس والستين. تقيم ابنة باريش الصغرى سوزان (كلير فورلاني)، الطبيبة المقيمة في الطب الباطني، علاقة مع درو (جيك ويبر)، أحد أعضاء مجلس إدارة شركة باريش. يرى بيل أن سوزان ليست في حالة حب عميق تجاه درو، ويقترح عليها الانتظار. أثناء وجود سوزان في مقهى، تلتقي بشاب نابض بالحياة وهو يتحدث في هاتفه ويتلو كلمات سمعتها من والدها عن الانتظار لحين ظهور الحب الجارف، وبعد ذلك مباشرة، يصاب الشاب بعدة سيارات صدمات قاتلة.
يسمع بيل صوتاً يستدعيه ويتجسد ببطء، ويعرف نفسه على أنه الموت وهو الآن في جسد الشاب. يوضح الموت أن بيل سيكون مرشده على الأرض، فلن يضطر بيل إلى الموت. يقدم بيل لعائلته صديقة "الموت" تحت اسم "جو بلاك" الذي لا يعرف كيف يشرب أو يأكل، أو كيف يستخدم الطعام والأواني. تحاول سوزان فهم نواياه، مشيرة إلى أن شخصيته تختلف عن شخصية الرجل الذي التقت به في المقهى. يتآمر درو سراً مع زوح أليسون كوينس (جيفري تامبور)، وعضو مجلس الادارة، للموافقة على الاندماج وهو ما يعارضه بيل. ترى سوزان أن جو بلاك مختلف تمامًا عن الشاب الذي قابلته في المقهى، وتقع في حبه بعمق، ويصبح جو تحت تأثير الرغبات البشرية والجاذبية المغناطيسية لسوزان. يرى بيل ابنته سوزان تقبل "الموت"، أو جو بلاك"، ويغضب ويواجه جو، ويخبر سوزان أن جو لن يكون موجودًا معهم لفترة أطول. يتفاعل جو مع امرأة عجوز مصابة بمرض عضال، في مستشفى سوزان، وترغب العجوز في الموت، ويسألها جو عما إذا كانت مستعدة للذهاب، وتوافق.
يهيمن السلام بين بيل وبناته في الحفلة، مع العلم أن وفاته وشيكة، بينما تصارح سوزان جو بحبها منذ يوم المقهى، وهو يلمح إلى أن وقته يقترب من نهايته. يدرك جو أن سوزان تحب الرجل المجهول، وليس هو، بينما تحس سوزان شيئًا صوفيًا حول هوية جو. ترفض سوزان الاعتراف بأن جو هو الموت عندما يصارحها بذلك، ويدرك جو ضرورة التخلي عن رغبته الخاصة ويسمح لسوزان أن تعيش حياتها.
يعتذر كوينس لبيل عن تقويض الشركة، ويسامحه بيل بينما يساعده جو على استعادة السيطرة على شركته، وفضح معاملات درو التجارية المخادعة إلى مجلس الإدارة والتهديد بوضع درو في السجن. تودع سوزان والدها بيل وتبدأ الألعاب النارية، وعلى قمة تل بجوار مكان الحفلة، وينتظر جو والدموع في عينيه. يتقدم بيل إلى جو، ويسأله بيل عما إذا كان يجب أن يخاف، ويجيب جو: "ليس رجل مثلك". بينما تتألق الألعاب النارية عن بعد، تراقب سوزان جو ووالدها يعبران جسرًا في أعلى التل وينزلان بعيدًا عن الأنظار على الجانب الآخر.
تقف سوزان مذهولة بينما يظهر جو بمفرده وفي هيئة شاب المقهى، غير مصاب ولا يدرك مكانه. تشعر سوزان بأن والدها قد رحل، وتعود للتجاذب المغناطيسي الذي شاركته مع هذا الشاب وهم يهبطون يداً بيد نحو الحفلة.

## استقبال الفيلم
افتتح الفيلم في 13 نوفمبر 1998، وحقق 15.017.995 دولارًا محليًا في عطلة نهاية الأسبوع الافتتاحية (11 / 13-15) في المركز الثالث، خلف عطلة نهاية الأسبوع الثانية لفيلم "صبي الماء" وافتتاح "ما زلت أعرف ما فعلته في الصيف الماضي". في حين أن الفيلم حقق عائداً مخيباً للآمال في شباك التذاكر المحلي بمبلغ 44.619.100 دولار، إلا أنه كان أفضل بكثير على المستوى الدولي. حصل الفيلم على 98321000 دولارًا إضافيًا، وحقق إجماليًا عالميًا قدره 142.940.100 دولار.
كان "تعرف على جو بلاك" أحد الأفلام القليلة التي تعرض المقطع الدعائي الأول للجزء الأول لفيلم "حرب النجوم" (الخطر الوهمي) فقد قام المعجبون بشراء تذاكر للفيلم، فقط ليغادروا بعد عرض المقطع الدعائي!
منح موقع "الطماطم الفاسدة" الفيلم تقييماً مقداره 44% بناءاً على آراء 48 ناقداً سينمائياً، وكتب إجماع نقاد الموقع: "الفيلم جميل المنظر ويستفيد من طاقم عمل لطيف، لكن هذا لا يكفي لتعويض هذه الدراما البطيئة ووقت التشغيل الذي يستغرق ثلاث ساعات."
منح موقع "ميتاكريتيك" الفيلم تقييماً مقداره 43% بناءاً على آراء 24 ناقداً سينمائياً.
منحت الجماهير التي استطلعت آراؤهم منظمة "سينما سكور" الفيلم درجة (- A) على أساس مقياس من (+ A) إلى (F).
تلقى "تعرف على جو بلاك" آراء متباينة من النقاد، حيث أشاد معظمهم بالأداء ولكنهم انتقدوا الفيلم الذي يبلغ طوله ثلاث ساعات، والإيقاع البطيء والسيناريو. منح الناقد روجر إيبرت الفيلم ثلاث نجوم من أصل أربعة، لكنه لم يعجبه خطوط القصة المحيطية والنهاية الطويلة جدًا. وخلص إلى أنه على الرغم من عيوبه، "هناك الكثير من الأشياء الجيدة في هذا الفيلم". كتب بيتر ترافرز من مجلة "رولينج ستون" أن معظم الشخصيات كانت أحادية البعد، وأعطى أنتوني هوبكنز مدحًا موحدًا لأدائه، حيث رأى ترافرز أن شخصية "بيل باريش" من أداء هوبكنز كانت الشخصية الوحيدة المحققة بالكامل في الفيلم."
علق ميك لاسال: "أن تمثيل هوبكنز مليء عاطفياً لدرجة أن أصغر اللحظات ... تتخللها تعقيدات في الفكر والشعور"، وأضاف "إنه مؤلم". ووصف جيمس بيراردينيلي الفيلم بأنه "مروع".

## الجوائز والترشيحات
أكاديمية أفلام الخيال العلمي والفنتازيا والرعب بالولايات المتحدة الأمريكية 1999: رشح لجائزة ساتورن لأفضل ممثل (أنتوني هوبكينز)، أفضل ممثلة مساعدة (كلير فورلاني)، أفضل موسيقى (توماس نيومان).
جوائز بوجي - ألمانيا 1999: فاز بجائزة بوجي.
جوائز سابينيفالو 2000: فاز بجائزة جولدن سليت لأسوأ فيلم.
جوائز مونتاج الصوت للأفلام – الولايات المتحدة الأمريكية 1999: رشح لجائزة جولدن ريل لأفضل مونتاج صوتي - حوار و(ADR)
جوائز رازي 1999: رشح لجائزة رازي عن أسوأ طبعة جديدة أو تكملة.
الكريهون جوائز الفيلم السيئ 1998: رشح لجائزة "ستينكرز Stinkers" لأسوأ تصفيفة شعر على الشاشة (براد بيت) 
جوائز اليوغا 2000: فاز بجائزة اليوغا لأسوأ ممثل أجنبي (براد بيت عن فيلم "نادي القتال")

## وصلات خارجية
- تعرف على جو بلاك على موقع IMDb (الإنجليزية)
- تعرف على جو بلاك على موقع ميتاكريتيك (الإنجليزية)
- تعرف على جو بلاك على موقع الموسوعة البريطانية (الإنجليزية)
- تعرف على جو بلاك على موقع روتن توميتوز (الإنجليزية)
- تعرف على جو بلاك على موقع نتفليكس (الإنجليزية)
- تعرف على جو بلاك على موقع قاعدة بيانات الأفلام العربية
- تعرف على جو بلاك على موقع ألو سيني (الفرنسية)
- تعرف على جو بلاك على موقع Turner Classic Movies (الإنجليزية)
- تعرف على جو بلاك على موقع أول موفي (الإنجليزية)
- تعرف على جو بلاك على موقع بوكس أوفيس موجو (الإنجليزية)

https://letterboxd.com/film/meet-joe-black/ تعرف على جو بلاك (فلم)
https://www.filmaffinity.com/us/film665055.html تعرف على جو بلاك (فلم)
https://www.blu-ray.com/Meet-Joe-Black/26970/ تعرف على جو بلاك (فلم)
https://www.themoviedb.org/movie/297-meet-joe-black تعرف على جو بلاك (فلم)